# Ingrid Nilsen
Ingrid Nilsen (* 2. Februar 1989 im Orange County) ist eine US-amerikanische Vloggerin, die auf YouTube, zeitweise auch unter ihrem Künstlernamen Missglamorazzi, hauptsächlich Videos zum Thema Lifestyle, Mode und Make-up veröffentlichte. 2016 erreichte sie damit zeitweise 4 Millionen Abonnenten.
Nilsen war 2014 Jurorin für die Fernsehsendung Project Runway: Threads. Im gleichen Jahr war sie für einen Teen Choice Award in der Kategorie „Web Star: Fashion/Beauty“ nominiert, unterlag jedoch Zoe Sugg (Zoella).
Nilsen outete sich im Juni 2015 in einem Videoblog als homosexuell, was international ein großes Medienecho hervorrief. Sie war mit Videobloggerin Hannah Hart (My Drunk Kitchen) liiert.
Im Januar 2016 wurde sie zusammen mit Adande Thorne (sWooZie) und Destin Sandlin (Smarter Every Day) ins Weiße Haus eingeladen, um ein Interview mit Barack Obama zu führen, welches live im YouTube-Kanal des Weißen Hauses übertragen wurde. Es war nach 2015 die zweite Auflage des Formats.
Im Juni 2020 gab Nilsen bekannt, keine weiteren Videos auf YouTube veröffentlichen zu wollen.